# L'agguato (film 1924)
L'agguato (Those Who Dance) è un film del 1924 diretto da Lambert Hillyer. Prodotto da Thomas H. Ince, il film, che si basa su un soggetto di George Kibbe Turner, fu adattato per lo schermo da Arthur F. Statter e Lambert Hillyer.

## Trama
Il contrabbando di liquori provoca un grave incidente automobilistico nel quale Bob Kane, il giovane guidatore, resta cieco mentre la sorella resta uccisa. Dichiarando guerra ai contrabbandieri, Bob aiuta Rose Carney a salvare il fratello Matt che sta lavorando per uno dei contrabbandieri, incastrato dall'accusa di aver ucciso un agente.

## Produzione
Il film fu prodotto da Thomas H. Ince (supervisore e presentatore) per la First National Pictures e la Thomas H. Ince Corporation.

## Distribuzione
Il copyright del film, richiesto dalla Thomas H. Ince Productions, fu registrato il 21 maggio 1924 con il numero LP20228.
Distribuito dall'Associated First National Pictures, il film uscì nelle sale statunitensi il 27 aprile 1924. In Francia, venne distribuito il 27 marzo 1925 con il titolo Les Fraudeurs; in Finlandia, il 28 settembre 1925. In Italia, distribuito dalla First National, ottenne il visto di censura 23448 il 7 maggio 1927.
Non si conoscono copie ancora esistenti della pellicola che viene considerata presumibilmente perduta.